# Phonognatha
Phonognatha es un género de arañas araneomorfas de la familia Araneidae. Se encuentra en Oceanía.

## Lista de especies
Según The World Spider Catalog 20.5:
- Phonognatha graeffei (Keyserling, 1865) – Australia
- Phonognatha melania (L. Koch, 1871) – Australia
- Phonognatha neocaledonica Berland, 1924 – Nueva Caledonia
- Phonognatha tanyodon Kallal & Hormiga, 2018 – Australia (Queensland, Nueva Gales del Sur)